# Roll With the Punches
Roll with the Punches es el trigésimo séptimo álbum de estudio del músico norirlandés Van Morrison, publicado por la compañía discográfica Caroline International el 22 de septiembre de 2017. El álbum, que contó con la colaboración de músicos como Chris Farlowe, Jeff Beck, Georgie Fame, Paul Jones y Jason Rebello, incluye cinco canciones nuevas y versiones de clásicos de R&B de Mose Allison, Bo Diddley y Lightnin' Hopkins, entre otros. Según Morrison: "Desde muy joven conecté con el blues. Lo que tiene el blues es que no lo diseccionas, simplemente lo haces. Nunca he sobreanalizado lo que hago, simplemente lo hago. La música ha de ser eso, simplemente lanzarse a ello, y es la manera en la que funciona el blues. Tengo la suerte de haber conocido a la gente de verdad – gente como John Lee Hooker, Jimmy Witherspoon, Bo Diddley, Little Walter y Mose Allison. Pude relacionarme con ellos y absorber lo que hicieron. Era gente sin ninguna clase de ego y me enseñaron muchísimo".

## Lista de canciones
| N.º   | Título                          | Escritor(es)                 | Duración |  |
| 1.    | «Roll with the Punches»         | Van Morrison, Don Black      | 3:58     |  |
| 2.    | «Transformation»                | Van Morrison                 | 3:31     |  |
| 3.    | «I Can Tell»                    | Ellas McDaniel, Samuel Smith | 3:51     |  |
| 4.    | «Stormy Monday / Lonely Avenue» | T-Bone Walker / Doc Pomus    | 5:30     |  |
| 5.    | «Goin' to Chicago»              | Count Basie, Jimmy Rushing   | 5:22     |  |
| 6.    | «Fame»                          | Van Morrison                 | 5:06     |  |
| 7.    | «Too Much Trouble»              | Van Morrison                 | 3:04     |  |
| 8.    | «Bring It on Home to Me»        | Sam Cooke                    | 5:39     |  |
| 9.    | «Ordinary People»               | Van Morrison                 | 4:41     |  |
| 10.   | «How Far from God»              | Sister Rosetta Tharpe        | 3:47     |  |
| 11.   | «Teardrops from My Eyes»        | Rudy Toombs                  | 3:53     |  |
| 12.   | «Automobile Blues»              | Samuel Hopkins               | 3:39     |  |
| 13.   | «Benediction»                   | Mose Allison                 | 3:12     |  |
| 14.   | «Mean Old World»                | T-Bone Walker                | 4:59     |  |
| 15.   | «Ride on Josephine»             | Ellas McDaniel               | 3:02     |  |
| 63:14 |                                 |                              |          |  |

## Personal
| Músicos - Van Morrison – voz, armónica, guitarra, percusióm, saxofón y coros. - Jeff Beck – guitarra eléctrica. - Mez Clough – batería, percusión y coros. - Laurence Cottle – trombón y guitarra eléctrica. - Ned Edwards – guitarra eléctrica, armónica y coros. - Dan Ellis – percusión. - Georgie Fame – órgano Hammond y coros. - Chris Farlowe – coros. - Colin Griffin – batería. - Chris Hill – contrabajo. - Pete Hurley – bajo. - Sumudu Jayatilaka – coros. - Paul Jones – armónica y coros. - Dave Keary – guitarra acústica, guitarra eléctrica y coros. - Dana Masters – coros. - Stuart McIlroy – piano. - Paul Moore – bajo. - Paul Moran – órgano Hammond y trompeta. - James Powell – batería. - Jason Rebello – piano. - Elizabeth Williams – coros. | Personal técnico - Dick Beetham – masterización. - Poppy Kavanagh – ingeniero asistente. - Rowan McIntosh – ingeniero asistente. - Gerry McLernon – ingeniero y mezclas. - Phil Parsons – ingeniero asistente. - Patrick Phillips – ingeniero asistente. - Tristan Powell – ingeniero y mezclas. - Will Purton – ingeniero y mezclas. - Matt Tait – ingeniero y mezclas. - Richard Wade – fotografía. - Enda Walsh – ingeniero y mezclas. |

## Posición en listas
| Lista                              | Posición |
| ---------------------------------- | -------- |
| Alemania (Media Control Charts)    | 5        |
| Australia (ARIA)                   | 11       |
| Austria (Ö3 Austria)               | 9        |
| Bélgica (Ultratop flamenca)        | 9        |
| Bélgica (Ultratop valona)          | 125      |
| Canadá (Billboard Canadian Albums) | 26       |
| España (PROMUSICAE)                | 3        |
| Estados Unidos (Billboard 200)     | 23       |
| Estados Unidos (Top Rock Albums)   | 4        |
| Francia (SNEP)                     | 174      |
| Irlanda (IRMA)                     | 7        |
| Italia (FIMI)                      | 30       |
| Nueva Zelanda (Recorded Music NZ)  | 9        |
| Noruega (VG-lista)                 | 30       |
| Países Bajos (Album Top 100)       | 13       |
| Portugal (AFP)                     | 32       |
| Suecia (Sverigetopplistan)         | 40       |
| Suiza (Schweizer Hitparade)        | 9        |
| Reino Unido (UK Albums Chart)      | 4        |